# IAR 111

IAR 111

O IAR 111 "Excelsior" é um projeto de um avião supersônico, em desenvolvimento pela ARCA, destinado a transportar um foguete como carga útil até uma altitude de 18.000 metros e para o desenvolvimento de tecnologias relacionadas com turismo espacial. A aeronave deve ser construída quase inteiramente a partir de materiais compósitos, e será projetado para a decolagem e pouso na superfície do mar. Ele será o primeiro avião supersônico romeno.

## Características

Impressão artística do IAR 111 lançando um foguete Haas 2

O IAR 111 será capaz de voar há uma velocidade supersônica de Mach 1,5, a uma altitude de 16.000 m, transportando o foguete Haas 2, e se for usado como tecnologias de plataforma de desenvolvimento para o turismo espacial vai desenvolver uma velocidade de Mach 2,6 atingindo uma altitude de 30.000 m.
O avião terá uma tripulação de dois, piloto e navegador, será o primeiro avião supersônico romeno. A cabine do avião será separada e estará equipado com dois paraquedas próprio. A cabine do avião poderá ser separado do avião em velocidades de 0 - 1,2 e alturas de 100 m e pode trazer a tripulação com segurança ao mar.

## Objetivo
O veículo vai ajudar no lançamento do foguete Haas 2 que participa na competição "Google Lunar X Prize", cujo grande prêmio é no valor de 30 milhões de dólares. O concurso será vencido pela equipe que conseguir até o final de 2015 enviar à Lua um veículo capaz de viajar 500 metros sobre a superfície lunar e tirar uma foto para ser recebida na Terra. A aeronave está prevista para voar a 1.854 kmh a uma altitude de 16.000 pés. a velocidade do som é de 1236 kmh. Segundo os especialistas romenos em aviação, são céticos, e declaram que o projeto não vai ser alcançado, uma vez que a equipe da ARCA não tem experiência.